# Sindebang állomás
Sindebang (Sindaebang) állomás a szöuli metró 2-es vonalának állomása; Szöul Tongdzsak-ku (Dongjak-gu) kerületében található.

## Viszonylatok
| 2-es vonal                          | 2-es vonal | 2-es vonal                                                                       |
| ----------------------------------- | ---------- | -------------------------------------------------------------------------------- |
| Sillim (külső oldal) Városháza felé | fő vonal   | Kuro (Guro) Digitális Komplexum (belső oldal) Cshungdzsongno (Chungjeongno) felé |